# Banco de Venezuela

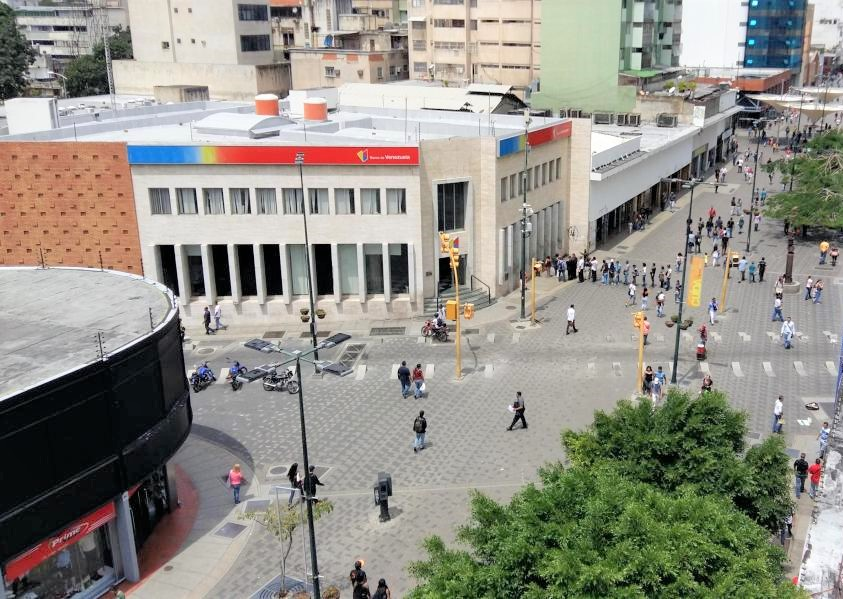
Banco de Venezuela, en Sabana Grande en Caracas.

El Banco de Venezuela es una institución financiera de banca universal. Fue fundado el 2 de septiembre de 1890 en Caracas, bajo capital público nacional, pasó a manos españolas en 1996, cuando fue vendido por el gobierno de Rafael Caldera al Grupo Santander. Posteriormente, el 3 de julio de 2009 fue vendido al Estado venezolano presidido por Hugo Chávez, conservando el nombre de Banco de Venezuela.
Fue líder del mercado venezolano hasta 2007 pero a finales de ese año cayó al tercer puesto. Tras la venta al Estado venezolano, y luego de la fusión con Mi Casa EAP y las políticas de crecimiento y expansión de la institución, subió al primer lugar de la clasificación con una participación de 15,60 % en términos de captación de público. Para ese entonces le seguían Banesco, Mercantil Banco y BBVA Provincial, todos pertenecientes a la clasificación de Estrato Grande que hace Sudeban entre las instituciones bancarias del país.

## Historia

### sigloXIX
El banco, que fue fundado en 1883 como Banco Comercial, cambió su nombre el 2 de septiembre de 1890 por el de Banco de Venezuela, dando así origen formal a esta institución. Este banco operaba  principalmente para préstamos al gobierno y tenía además la función recaudadora fiscal del Estado; en 1920 por una ley nacional se le concede el derecho de no pagar ningún impuesto o hacer cualquier aporte al fisco nacional debido a su función recaudadora nacional, para este año ya había logrado establecer sucursales en unas 10 ciudades del interior del país. Ante la falta de un banco central el Banco de Venezuela fue seleccionado junto con otras 5 instituciones para emitir papel moneda (bolívar) hasta la promulgación de la ley que dispuso la creación del Banco Central de Venezuela que entraría en operación en 1940.

Antigua sede central del banco de Venezuela, inaugurada en 1923 por el arquitecto Alejandro Chataing, fue demolida en 1982 para dar paso a la nueva torre

### SigloXX
En 1976 el Banco de Venezuela inaugura su oficina número 100 y un año después abre una sucursal en Nueva York y antes de la década de 1980 ya contaba con una agencia en Curazao. En 1978 introduce al mercado un servicio de atención al cliente 24 horas, tarjetas de crédito y puntos de venta, entre otros servicios. Para 1981 se hace evidente el rápido crecimiento de la institución al fundar el Banco de Venezuela Internacional para ofrecer mayores servicios fuera de las fronteras y en 1984 inaugura su nueva sede en el centro de Caracas, específicamente en la avenida Universidad, esquina de Sociedad. 
El Banco Consolidado toma el control accionario de la empresa en 1993. Apenas un año después, el Consolidado es intervenido por el Estado por la crisis bancaria de 1994 lo que conduce a la pérdida de solidez del banco arrastrando al Banco de Venezuela. El 9 de agosto de 1994 el gobierno venezolano realiza un rescate a esta institución estimado en 294 millones de dólares. Posteriormente fue llevado a subasta en 1996, en ese año el grupo español Santander se hizo con más del 93% de las acciones del banco. 

### SigloXXI
El 6 de octubre de 2000, el Banco de Venezuela/Grupo Santander adquiere la mayoría accionaria del Banco Caracas, fundado también en 1890, concluyendo en la fusión de ambas entidades el 17 de mayo de 2002, convirtiéndose en el banco más grande del país.
El Banco Industrial de Venezuela-Cuba S. A. (BIVC) recibió del Banco Central de Cuba, por Resolución 47 del 2005, la autorización para operar como institución bancaria en el territorio nacional.

#### Nacionalización
En junio de 2008 se iniciaron conversaciones con el Banco Occidental de Descuento (BOD) para que absorbiera la participación del Grupo Santander en Venezuela, creando el primer banco de ese país, sin embargo, el gobierno venezolano impidió la adquisición y el 31 de julio de ese año el presidente Hugo Chávez anunció en cadena nacional que el banco sería estatizado. El Grupo Santander posee el 96% de las acciones de la entidad, la tercera del país por activos y captaciones. El 22 de mayo de 2009 se firmó el acuerdo de compra entre el gobierno venezolano y el Grupo Santander por un monto de 1.050 millones de dólares. El 3 de julio de 2009 el Banco de Venezuela pasó a ser el 50% administrado por el gobierno venezolano.
Desde su nacionalización creció en más de un millón de clientes entre junio de 2009 y marzo de 2011, pasando de 3.310.000 a 4.427.000 clientes. También en el mismo período aumentó en un 275,4% los créditos para la adquisición de viviendas pasando de 582 millones de bolívares en junio de 2009 a un total de 2.185 millones de bolívares contabilizados en enero de 2011. El 15 de septiembre de 2021, el banco tuvo una interrupción de varios días en sus servicios de banca electrónica, afectando a 14 millones de clientes.
El 27 de septiembre de 2021, se anuncia la salida de José Javier Morales como presidente del Banco y la designación en su lugar de Román Maniglia, hijo de Orlando Maniglia y Carmen Meléndez. BdV En Línea es el servicio en línea del Banco de Venezuela (BDV). Banco de Venezuela es uno de los bancos importantes de Venezuela. La salida de Morales fue pocos días después de la caída del servicio digital del banco que dejó a los usuarios sin acceso a sus cuentas por más de 100 horas.
El 10 de junio de 2022 la vicepresidenta de Venezuela, Delcy Rodríguez, anunció la decisión del Ejecutivo Nacional sobre la oferta pública de entre 5 a 10% de las acciones del Banco de Venezuela, misma acción anunciada el mes de mayo del mismo año por parte del presidente de la República, Nicolás Maduro, con las empresas estatales CANTV y Movilnet.

## Agencias

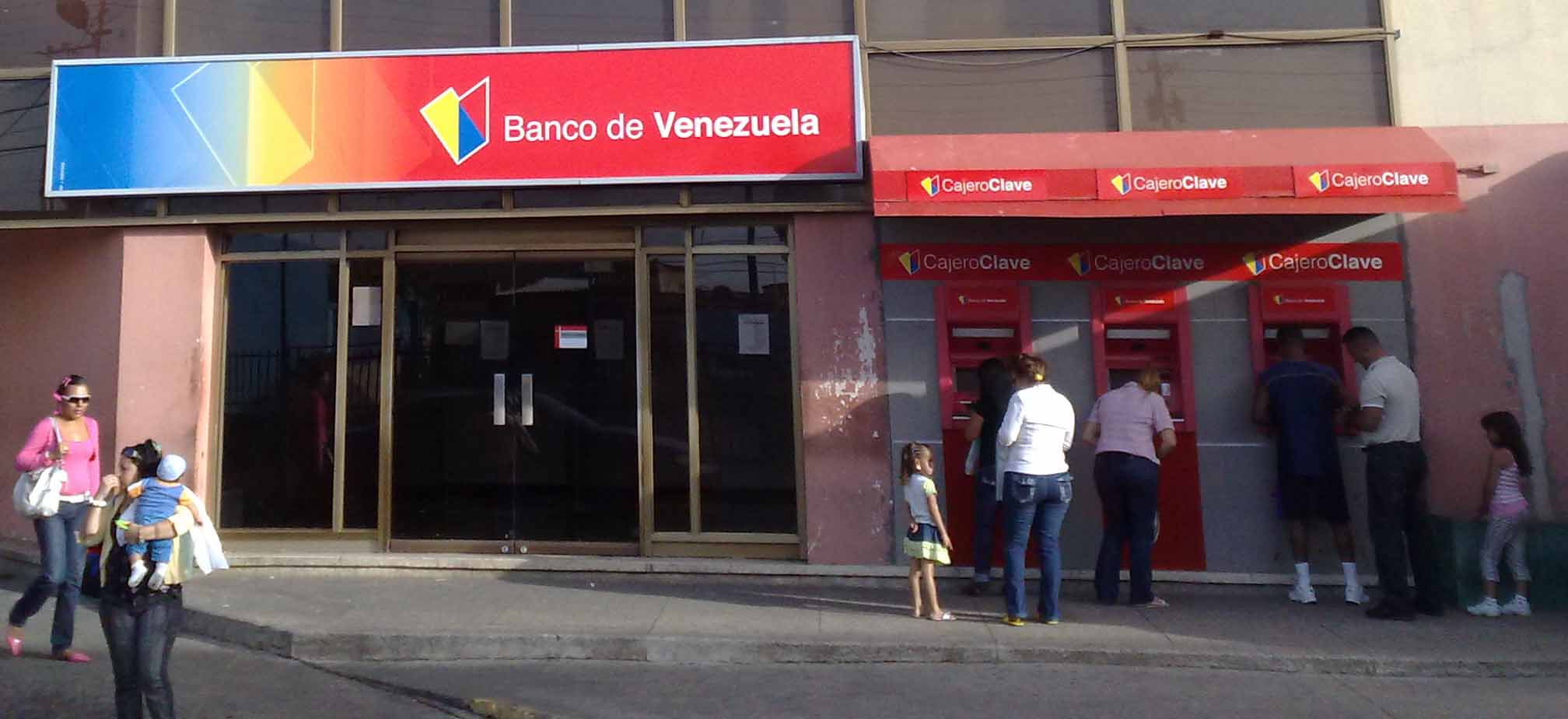
Agencia del Banco de Venezuela en el centro de Punto Fijo, Estado Falcón.

| Fecha              | Número |
| Enero de 2010      | 290    |
| Marzo de 2010      | 385    |
| Febrero de 2011    | 398    |
| Marzo de 2011      | 404    |
| Abril de 2011      | 416    |
| Mayo de 2011       | 422    |
| Septiembre de 2016 | 790    |